# دوي موي
دوي موي (بالفيتنامية: Đổi Mới)‏ بمعني التجديد أو الإبتكار هو الاسم الذي أُطلق على المبادرات الاقتصادية في فيتنام في عام 1986 بهدف إنشاء «اقتصاد السوق ذي التوجه الاشتراكي».
بدأ الحزب الشيوعي الفيتنامي الإصلاحات الاقتصادية دوي موي في عام 1986 خلال المؤتمر الوطني السادس للحزب. أدخلت هذه الإصلاحات دورًا أكبر لقوى السوق لتنسيق النشاط الاقتصادي بين الشركات والهيئات الحكومية وسمحت بالملكية الخاصة للمؤسسات الصغيرة وإنشاء البورصة لكل من الشركات الحكومية وغير الحكومية.

## التاريخ

### الإصلاحات في التسعينيات
انعقد المؤتمر الوطني السادس للحزب الشيوعي الفيتنامي [الإنجليزية] في 15 ديسمبر 1986 واستمر حتى 18 ديسمبر. أعاد الجمعية الوطنية لفيتنام التأكيد على التزامها ببرنامج إصلاح الجلسة الكاملة الثامنة للجنة المركزية الخامسة، وأصدرت خمس توجيهات؛
- «بذل جهود متضافرة لزيادة إنتاج الأغذية والسلع الاستهلاكية والمواد القابلة للتصدير»؛
- «مواصلة الجهود للسيطرة على صغار التجار والرأسماليين، مع الاعتراف في نفس الوقت بواقع دعم الاقتصاد المختلط»؛
- «تجديد بيروقراطية التخطيط مع جعل نظام الإدارة الاقتصادية أكثر كفاءة من خلال لامركزية السلطة وإفساح المجال لاتخاذ قرارات أكثر استقلالية»؛
- «توضيح سلطات واختصاصات مجلس الوزراء، وإعادة تنظيم جهاز إدارة الدولة لجعله أكثر كفاءة»؛
- «تحسين القدرات التنظيمية للحزب، والقيادة وتدريب الكوادر».

قام نائب رئيس مجلس الوزراء فو فان كيت بتسليم التقرير الاقتصادي إلى المؤتمر الوطني السادس. كتبت المتخصصة في شئون فيتنام كارلايل ثاير أن فو فان كيت ربما كان المدافع الأول عن مفهوم دوي موي. في خطابه أمام المجلس، قال فو فان كيت، «في المجال الاقتصادي، سيكون هناك تجديد في السياسات الاقتصادية ونظم الإدارة.». خلال الخطة الخمسية الرابعة، قال فو فان كيت، «إن التوجه الرئيسي في هذه المرحلة ليس دعم الصناعات الثقيلة، بل دعم الزراعة والصناعة الخفيفة على نطاق مناسب وعلى مستوى تقني مناسب.». شدد فو فان كيت على دور الصادرات وإنتاج الحبوب والأغذية والسلع الاستهلاكية لتنشيط الاقتصاد الفيتنامي. كان الهدف الرئيسي للخطة الخمسية الرابعة هو إنتاج الحبوب والمنتجات الغذائية. كان هدف الحكومة الوصول إلي 22-30 مليون طن متري من الأرز بحلول عام 1990.  بينما كان من المقرر استخدام عدة طرق للوصول إلى هذا الهدف، كان للحوافز المادية وعقود المنتج النهائي الدور الابرز. تم إلغاء نظام الإدارة المركزية وتحول التركيز الاقتصادي إلى إنشاء اقتصاد يحركه السوق مع قطاعات مختلفة، والمنافسة بين القطاع الخاص والدولة في القطاعات غير الاستراتيجية. في عام 1987، تمت إزالة محطات التفتيش على طول الطريق السريع الوطني للسماح بتدفق أكثر كفاءة للسلع والخدمات بين البلديات المختلفة. كانت الأسواق التي يُسمح فيها ببيع المنتجات الزراعية الخاصة تنمو بسرعة.
بعد ذلك، قدمت الجمعية الوطنية لفيتنام قانون الاستثمار الأجنبي لعام 1987 بهدف «حشد كل الوسائل لجذب رأس المال الأجنبي للتنمية المحلية» حتى يسمح بالملكية الأجنبية الكاملة للأصول المادية المحلية ويحظر آفاق التأميم.
سمح الحزب الشيوعي الفيتنامي للشركات المملوكة للقطاع الخاة في إنتاج السلع (وشجعها لاحقًا). في النصف الأول من التسعينيات حدثت تغييرات في الإطار القانوني للقطاع الخاص. في عام 1990، تم سن قانون الشركات الخاصة الذي وفر الأساس القانوني لهذه الشركات، في حين أقر قانون الشركات وجود شركات مساهمة وشركات خاصة ذات مسؤولية محدودة. في نفس العام، بدأ الحزب مناقشة إمكانية خصخصة الشركات المملوكة للدولة، مع تطبيع العلاقات مع جمهورية الصين الشعبية. بعد ذلك، أقر دستور عام 1992 رسمياً دور القطاع الخاص.
في القطاع الزراعي، تم سن قانون الأراضي في عام 1988، والذي منح الحرية للفيتناميين في استخدام أراضيهم وزراعتها وفقا لرغباتهم، مع الاحتفاظ بحق الدولة في استرجاع الأرض إذا ما هجرها أصحابها أو توقفوا عن زراعتها. كما صدر قرار اللجنة المركزية رقم 10. وفقًا لهذا القرار، لم يكن المزارعون ملزمين بالمشاركة في «المزارع الجماعية» وتم السماح لهم ببيع منتجاتهم في السوق الحرة. أيضًا، أعاد القرار حقوق استخدام الأراضي للأسر الخاصة واعترف بها كوحدات اقتصادية مستقلة. ونتيجة لذلك، بدأ قطاع الزراعة والاقتصاد الريفي في التحول من من مرحلة الاكتفاء الذاتي إلى مرحلة إنتاج السلع، مما سمح لكل منطقة بالإنتاج وفقًا لميزتها السوقية النسبية. في هذا النموذج الاقتصادي المتجدد، تراجع دور الدولة إلى دور تنظيمي، مع إحتفاظها بدور تحديد أسعار السلع والخدمات.
في أوائل التسعينيات، قبلت فيتنام بعض النصائح الإصلاحية للبنك الدولي لتحرير السوق، لكنها رفضت برامج التكيف الهيكلي وتمويل المساعدة المشروط الذي يتطلب خصخصة الشركات المملوكة للدولة. مع الإصلاحات، زاد عدد الشركات الخاصة؛ وبحلول عام 1996، كان هناك 190 شركة مساهمة و 8900 شركة ذات مسئولية محدودة مسجلة. لعب القطاع الخاص دورًا مهمًا في صناعة الخدمات، حيث زادت الحصة في نشاط تجارة التجزئة من 41٪ إلى 76 ٪ في عام 1996.
خلال هذه الفترة، أدخلت الجمعية الوطنية لفيتنام العديد من التخفيضات على ضرائب الشركات والدخل لتحفيز الاستثمار المحلي والأجنبي. فيما يتعلق بالتنمية الريفية، أعادت الحكومة هيكلة الاقتصاد الريفي بعيدًا عن الزراعة من خلال تحفيز القرى الصغيرة والحرفية وتدريب العمالة للقطاع الصناعي.
في حين كانت التجارة الخارجية تحت سيطرة الدولة مركزيا، بدأت الدولة في تخفيف السيطرة على التجارة الخارجية. تم إرسال السلع الاستهلاكية إلى الوطن من قبل الفيتناميين الذين عملوا أو درسوا في البلدان الاشتراكية في المراحل الأولى حتى إعادة التوحيد. تنوعت مصادر السلع التجارية منذ ذلك الحين؛ وتنوعت هذه السلع من الهدايا التي تم شحنها من قبل الفيتناميين في الخارج إلى عائلاتهم، إلى البضائع المتبقية أثناء الاحتلال الأمريكي للجنوب والتي كانت قابلة للتداول في الاتحاد السوفيتي لجمع رأس المال. علاوة على ذلك، قدمت الدول المجاورة مثل لاوس وكمبوديا فرص تهريب البضائع إلى فيتنام. كان هناك نوعان من تهريب البضائع من كمبوديا؛ الأول يشمل أولئك الذين خلفهم ضحايا الخمير الحمر، والثانية هي البضائع التي تم استيرادها من تايلاند. على سبيل المثال، تم تهريب البيرة التايلاندية التي تم فرض رسوم عليها برسوم عالية عبر الطريق البحري إلى فيتنام. 

### النجاح
نتيجة للخصخصة الواسعة والإصلاحات الاقتصادية، مرت فيتنام بتحول اقتصادي خارق في التسعينيات. على وجه التحديد، شهدت الفترات المبكرة للإصلاح (1986-1990) نموًا متوسطًا للناتج المحلي الإجمالي بنسبة 4.4 في المائة سنويًا، مع تسارع متوسط معدل نمو إجمالي الناتج المحلي إلى حوالي 6.5 في المائة سنويًا من عام 1990 حتى الأزمة المالية الآسيوية لعام 1997. على نطاق واسع، نما الناتج المحلي الإجمالي لفيتنام ما يقرب من خمسة أضعاف من 6.472 مليار دولار في عام 1990 إلى 31.173 مليار دولار في عام 2000، في حين نما نصيب الفرد من الناتج المحلي الإجمالي من 95 دولارًا في عام 1990 إلى 390 دولارًا في عام 2000. حولت الحكومة الفيتنامية عائدات الضرائب التي تم جمعها من توسيع الأنشطة الاقتصادية لضمان حصول المناطق المتخلفة على الاستثمار الكافي في البنية التحتية والرفاهية. نتيجة لذلك، انخفضت معدلات الفقر بشكل ملحوظ في معظم المقاطعات، بينما سجل الدخل أيضًا نموًا كبيرًا في المناطق الحضرية والمحافظات حيث كانت مستويات الاستثمار مرتفعة. مع تحسن البيئة الاستثمارية العامة والشفافية القانونية، تدفق ما يقرب من 18.3 مليار دولار من رأس المال الأجنبي المباشر المستثمر إلى الاقتصاد الفيتنامي. وقد وفرت هذه الزيادة في تدفق الاستثمار الأجنبي المباشر رأس المال الذي تمس الحاجة إليه لتحقيق النمو الاقتصادي، مع خلق فرص عمل للعمال في المقاطعات الريفية وأدى إلى انتشار تكنولوجي إيجابي. على سبيل المثال، في المقاطعات ذات التدفق المرتفع للاستثمار الأجنبي المباشر مثل فين فوك أو بنه ديونغ، انخفضت معدلات البطالة بشكل أكبر من المعدل الوطني، بينما نما دخل الفرد المحلي أيضًا بشكل ملحوظ. بالنسبة للشركات المحلية، زاد الاستثمار الأجنبي المباشر وخلق التدفق الداخلي مزيدًا من الفرص للشراكة مع الشركات الأجنبية من خلال المشاريع المشتركة ولتوريد قطع الغيار والخدمات للشركات الأجنبية، مع السماح أيضًا للسكان المحليين بجني فوائد التقدم التكنولوجي من الاستثمار الأجنبي المباشر. بمرور الوقت، يمكن لهذه الشركات المحلية تطوير قدرتها الإنتاجية الخاصة، حتى تصبح شركاء استراتيجيين مع المستثمرين الأجانب.

## الاساس النظرى
يؤكد الحزب الشيوعي الفيتنامي أن اقتصاد السوق الموجه نحو الاشتراكية يتوافق مع النظرة الماركسية الكلاسيكية للتنمية الاقتصادية والمادية التاريخية، حيث لا يمكن للاشتراكية أن تظهر إلا بمجرد تطوير الظروف المادية بشكل كافٍ لتمكين العلاقات الاشتراكية. يُنظر إلى نموذج السوق الموجه نحو الاشتراكية على أنه خطوة أساسية لتحقيق النمو الاقتصادي الضروري والتحديث مع القدرة على التعايش في اقتصاد السوق العالمي المعاصر والاستفادة من التجارة العالمية. أعاد الحزب الشيوعي الفيتنامي تأكيد التزامه بتطوير الاقتصاد الاشتراكي من خلال إصلاحاته دوي موي.